# World Coffee Queen
World Coffee Queen (Spaans: Reina del Café Mundial) is een internationale missverkiezing met oorsprong in het Midden-Amerikaanse land El Salvador.

## Geschiedenis
Francisco Cortez, die Miss El Salvador organiseerde en eveneens de Miss Mesoamerica International-verkiezing had opgericht, stichtte de World Coffee Queen-verkiezing in 1996 om geld op te halen voor het Benjamin Bloom-kinderziekenhuis in zijn land El Salvador. Winnares van World Coffee Queen 1996 was de Venezolaanse Alicia Machado, die datzelfde jaar eveneens Miss Universe won. In 1998 en 1999 kon de verkiezing niet doorgaan. De doortocht van orkaan Mitch had dat jaar tot een enorme ravage in de regio geleid. Vanaf 2000 verhuisde de missverkiezing naar Houston in de Verenigde Staten.

## Winnaressen
| Jaar | Winnares                 | Land        |
| ---- | ------------------------ | ----------- |
| 2006 | Suhame Millares          | Cuba        |
| 2005 | Aranzazu Amoedo          | Spanje      |
| 2004 | Jeymmy Paola Vargas      | Colombia    |
| 2003 | -                        | -           |
| 2002 | Johana Acosta            | Colombia    |
| 2001 | Catherine Constantinides | Zuid-Afrika |
| 2000 | Cris Tomoszeck           | Brazilië    |
| 1999 | -                        | -           |
| 1998 | -                        | -           |
| 1997 | Maria Osorio             | El Salvador |
| 1996 | Alicia Machado           | Venezuela   |